# Sobrebarbote

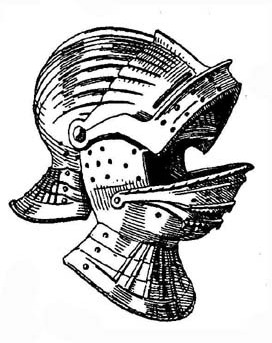
Yelmo con sobrebarbote

Se llama sobrebarbote a una pieza de la armadura antigua. 

## Características
El sobrebarbote se sobreponía al barbote o barbera del yelmo. Unas veces era una pieza de la misma forma que la barbera y ventalla unidas, o sea, una sobreventalla o ventalla separada del yelmo que se aplicaba a la parte inferior de la cara del almete y se aseguraba con correas y tornillos. Otras veces, era una pieza de la forma de una gran barbera no cubriendo superiormente sino la boca del caballero y dejando una ligera abertura para poder respirar la cual se aseguraba con tornillos al peto volante o sobrepeto a fin de prestar en los torneos más resguardo para el rostro y evitar que el yelmo cambiase de posición con una lanzada o mazada.